# Black Horse and the Cherry Tree
Black Horse and the Cherry Tree è un singolo della cantante scozzese KT Tunstall, pubblicato il 21 febbraio 2005 come primo estratto dal primo album in studio Eye to the Telescope.

## Descrizione

La performance del brano nel programma inglese Later... with Jools Holland

La canzone di solito è eseguita solo da KT Tunstall, con la chitarra e la voce a più livelli costruita pezzo per pezzo con il campionamento dei pezzi dal vivo, e utilizzando un pedale loop per creare la base musicale. La performance del brano nel programma inglese Later... with Jools Holland (registrato prima della pubblicazione di Eye to the Telescope), è stata un passo importante nella carriera di KT.
La versione album è stata usata come sigla di apertura per la serie televisiva drammatica Wild Roses. La canzone è stata poi rifatta da Aly & AJ per Pepsi Smash, incluso il re-release del loro secondo album in studio Insomniatic. Il video della canzone si è classificato al 19º posto su VH1 nella classifica 40 Greatest Video del 2006. Durante un'intervista avvenuta dopo la messa in onda, KT ha affermato che, il giorno delle riprese, è stata l'unica volta che si è messa il rossetto rosso.

## Premi e candidature
- Grammy Award
  - 2007: Nomination - Miglior interpretazione vocale femminile a KT Tunstall[6]
- Q magazine
  - 2005: Vinto - Miglior singolo dell'anno

## Tracce
7"
1. Black Horse and the Cherry Tree
2. Barbie

CD
1. Black Horse and the Cherry Tree
2. One Day

Australian Single
1. Black Horse and the Cherry Tree
2. One Day (Live)
3. Barbie

Digital download
1. Black Horse and the Cherry Tree – 2:54

UK Maxi CD single
1. Black Horse and the Cherry Tree – 2:54
2. One Day (Live) – 4:19
3. Barbie – 2:23
4. Black Horse and the Cherry Tree (Instrumental) – 2:54

UK vinyl 7" single
1. Black Horse and the Cherry Tree – 2:54
2. Barbie – 2:25

European CD single
1. Black Horse and the Cherry Tree – 2:54
2. One Day (Live) – 4:19

US CD single
1. Black Horse and the Cherry Tree – 2:51
2. Black Horse and the Cherry Tree (Instrumental) – 2:47

Italian vinyl 12" single
1. Black Horse and the Cherry Tree – 2:54

## Classifiche
| Classifica (2005-08) | Posizione massima |
| -------------------- | ----------------- |
| Argentina            | 37                |
| Austria              | 31                |
| Belgio (Fiandre)     | 35                |
| Belgio (Vallonia)    | 58                |
| Brasile              | 56                |
| Canada               | 51                |
| Francia              | 23                |
| Germania             | 51                |
| Italia               | 10                |
| Nuova Zelanda        | 20                |
| Paesi Bassi          | 80                |
| Regno Unito          | 28                |
| Svizzera             | 92                |

## Cover
- Overboard (Shipwrecked, 2006)
- 78violet (Insomniatic: Deluxe Edition, 2007)
- Casey Weston (The Voice)
- Sandy Leah Lima (Manuscrito)